# Edward C. Carfagno
Edward C. Carfagno (* 28. November 1907 in Los Angeles, Kalifornien; † 28. Dezember 1996 in Woodland Hills, Kalifornien) war ein US-amerikanischer Filmarchitekt beim klassischen Hollywood-Unterhaltungskino der 1940er bis 1980er Jahre.

## Leben
Carfagno hatte an der University of Southern California in Los Angeles studiert, bevor er 1933 als Illustrator bzw. Zeichner zur Metro-Goldwyn-Mayer-Company kam. In dieser Funktion war er auch 1938/39 an dem Fantasy-Klassiker Das zauberhafte Land beteiligt. 1942 stieg er schließlich später zum Chefarchitekten auf.
Bereits kurz darauf, gegen Ende der 1940er Jahre, wurde Carfagno mit schauprächtigen Großproduktionen wie dem letzten Astaire-Rogers-Musical Tänzer vom Broadway und der Esther-Williams-Wasserrevue Neptuns Tochter ein anerkannter Spezialist für opulente, plüschige Ausstattungsstoffe. Daher gab man ihm 1949 den Auftrag, die Sets für die MGM-Monumental-Produktion Quo Vadis zu entwerfen. Das Sittenbild aus dem antiken Rom mit der Verfolgung der ersten Christen als Handlungshintergrund wurde der wohl größte Kassenerfolg dieser Film-Gattung und zog zahlreiche ähnlich gelagerte Projekte nach sich wie etwa die werkgetreue Shakespeare-Verfilmung Julius Cäsar die Carfagno, nach Quo Vadis, den zweiten Oscar einbrachte. Bereits im Jahr zuvor war Carfagno schon einmal ausgezeichnet worden, diesmal für seine Dekorations-Entwürfe zu der Hollywood-Introspektive Stadt der Illusionen mit Kirk Douglas. Als MGM mit einem weiteren Stummfilm-Remake ihren Quo-Vadis-Erfolg wiederholen, wenn nicht gar übertreffen wollte, holte sie Carfagno 1958 für die alt-römischen Dekors zu William Wylers Dreieinhalb-Stunden-Epos Ben Hur. Diese Arbeit brachte Carfagno seinen dritten Oscar ein.
Seit dem Niedergang des schauprächtigen Breitwand-Kinos klassischer Hollywood-Prägung war Carfagno überwiegend an konventionellen Unterhaltungsfilmen beteiligt, die ihn, abgesehen von der heimeligen Märchenerzähler-Biografie Die Wunderwelt der Gebrüder Grimm, der Science-Fiction-Utopie … Jahr 2022 … die überleben wollen und dem Katastrophenfilm Die Hindenburg, nur selten wirklich forderten.
Im Jahr 1982 arbeitete Carfagno erstmals an einer Produktion von und mit Clint Eastwood. Der Schauspieler-Regisseur war von Carfagnos Arbeit derart angetan, dass er den Filmarchitekten bis 1988, dem Jahr seines altersbedingten Rückzuges ins Privatleben, fast exklusiv für seine Filme engagierte.

## Filmografie
- 1943: The Youngest Profession
- 1943: Best Foot Forward
- 1944: Das Gespenst von Canterville (The Canterville Ghost)
- 1945: Der dünne Mann kehrt heim (The Thin Man Goes Home)
- 1945: Broadway Melodie 1950 (Ziegfeld Follies)
- 1945: Frühling des Lebens (Our Vine Have Tender Grapes)
- 1946: Geheimnis des Herzens (The Secret Heart)
- 1947: Cynthia
- 1947: Good News
- 1948: Auf einer Insel mit dir (On an Island with You)
- 1949: Tänzer vom Broadway (The Barkleys of Broadway)
- 1949: Neptuns Tochter (Neptune’s Daughter)
- 1951: Quo Vadis
- 1952: Abenteuer in Rom (When in Rome)
- 1952: Stadt der Illusionen (The Bad and The Beautiful)
- 1953: War es die große Liebe? (The Story of Three Loves)
- 1953: Julius Cäsar (Julius Caesar)
- 1953: Sprung auf, marsch, marsch! (Take the High Ground!)
- 1954: Villa mit 100 PS (The Long Long Trailer)
- 1954: Die Intriganten (Executive Suite)
- 1954: Tief in meinem Herzen (Deep in My Heart)
- 1956: Anders als die anderen (Tea and Sympathy)
- 1957: Flammen über Afrika (Something of Value)
- 1957: Der Henker nimmt Maß (House of Numbers)
- 1959: Ben Hur
- 1961: Geh nackt in die Welt (Go Naked in the World)
- 1961: Ada Dallas (Ada)
- 1962: Die Wunderwelt der Gebrüder Grimm (The Wonderful World of the Brothers Grimm)
- 1962: Zeit der Anpassung (Period of Adjustment)
- 1963: Eine kitzlige Sache (A Ticklish Affair)
- 1963: Sonntag in New York (Sunday in New York)
- 1964: Tolle Nächte in Las Vegas (Viva Las Vegas)
- 1964: Wegweiser zum Mord (Signpost to Murder)
- 1965: 36 Stunden (36 Hours)
- 1965: Cincinnati Kid (The Cincinnati Kid)
- 1966: Spion in Spitzenhöschen (The Glass Bottom Boat)
- 1966: Sag niemals ja (California Holiday)
- 1967: Die nackten Tatsachen (The Naked Waves)
- 1968: In den Schuhen des Fischers (The Shoes of the Fisherman)
- 1969: The Extraordinary Seaman
- 1969: Immer Ärger mit den Mädchen (The Trouble With Girls)
- 1970: Whisky brutal (The Moonshine War)
- 1972: Endstation Hölle (Skyjacked)
- 1973: … Jahr 2022 … die überleben wollen
- 1973: Der Mann, der die Katzen tanzen ließ (The Man Who Loved Cat Dancing)
- 1975: Die Hindenburg (The Hindenburg)
- 1976: Der letzte der harten Männer (The Last Hard Men)
- 1976: Sag ja zur Liebe (Gable and Lombard)
- 1977: Des Teufels Saat (Demon Seed)
- 1977: Auf der Suche nach Mr. Goodbar (Looking for Mr. Goodbar)
- 1978: Ein charmantes Großmaul (The One and Only)
- 1979: Flucht in die Zukunft (Time After Time)
- 1979: Meteor
- 1980: Ein reizender Fratz (Little Miss Marker)
- 1982: Flammen am Horizont (Wrong Is Right)
- 1982: Honkytonk Man
- 1983: Zwei ausgekochte Gauner (The Sting II)
- 1983: Dirty Harry kommt zurück (Sudden Impact)
- 1984: Der Wolf hetzt die Meute (Tightrope)
- 1984: City Heat – Der Bulle und der Schnüffler (City Heat)
- 1985: Pale Rider – Der namenlose Reiter (Pale Rider)
- 1986: Ratboy
- 1986: Heartbreak Ridge
- 1988: Bird
- 1988: Das Todesspiel (The Dead Pool)
- 1989: Pink Cadillac